# The Selfish Giant (2013)
The Selfish Giant ist ein britischer Film von Clio Barnard aus dem Jahr 2013. Er basiert lose auf dem Märchen Der selbstsüchtige Riese von Oscar Wilde.

## Handlung
Die beiden Jungen Arbor und Swifty sind enge Freunde. Arbor ist draufgängerisch und hyperaktiv, Swifty still und zurückhaltend. Beide stammen aus armen Familien. Nachdem sie von der Schule geflogen sind, beginnen sie, Geld zu verdienen, indem sie für den Schrotthändler Kitten Altmetall stehlen. Swifty kann gut mit Kittens Pferd umgehen und freundet sich so mit dem Händler an; Arbor fühlt sich dadurch zurückgesetzt. Beim Versuch, ein Stück einer Hochspannungsleitung zu stehlen, erleidet Swifty einen tödlichen Stromschlag. Kitten nimmt die Schuld auf sich, die Jungen angestiftet zu haben, und wird festgenommen. Zum Schluss übernimmt Arbor die Pflege des Pferdes, um das sich zuvor Swifty gekümmert hatte.
Der Film ist keine textgetreue Verfilmung des Märchens. Oscar Wildes Geschichte diente Clio Barnard als Ausgangspunkt für die Entwicklung des Drehbuchs.

## Auszeichnungen
Bei den Internationalen Filmfestspielen von Cannes gewann The Selfish Giant den Europa Cinemas Award. Auf dem Internationalen Filmfestival von Stockholm wurde er als bester Film ausgezeichnet. Bei den British Independent Film Awards 2013 war er als bester britischer Independent-Film und bei den British Academy Film Awards 2014 als herausragender britischer Film nominiert.